# Dr. Jekyll and Mr. Hyde (1912)
Dr. Jekyll and Mr Hyde ist ein Horrorfilm aus dem Jahr 1912. Es handelt sich um eine Verfilmung von Robert Louis Stevensons Der seltsame Fall des Dr. Jekyll und Mr. Hyde.

## Handlung
Dr. Jekyll beschäftigt sich mit der Idee, das Güte und das Böse im Menschen voneinander zu trennen, und führt im Geheimen ein Experiment durch. Er trinkt ein selbst entwickeltes Elixier und verwandelt sich in ein diabolisches Wesen. Nach einer weiteren Portion des Elixiers verwandelt er sich in Dr. Jekyll zurück.
Dr. Jekyll ist mit der Tochter des Ministers verlobt. Nach einigen Monaten hinterlässt der stetige Gebrauch des Elixiers Spuren bei Dr. Jekyll. So verwandelt er sich auch ohne seine Einnahme. Die diabolische Seite seines Wesens ist im Ort bald als „Mr. Hyde“ bekannt.
Auf der Straße rennt er ein kleines Mädchen um. Er flieht in sein Labor und kann sich rechtzeitig in Dr. Jekyll zurückverwandeln.
Später trifft sich Dr. Jekyll mit seiner Verlobten und bemerkt, dass sich wieder eine Verwandlung ankündigt. Dr. Jekyll kann gerade noch verhindern, dass seine Verlobte die Verwandlung mitbekommt. Als Mr. Hyde kehrt er zurück, überfällt seine Verlobte und erschlägt ihren Vater, der sie retten will. Der herbeigerufene Polizist erkennt Dr. Jekylls Spazierstock, den Mr. Hyde auf seiner Flucht zurücklässt. Mt. Hyde flieht ins Labor, um sich wieder in Dr. Jekyll zurückzuverwandeln.
Da Dr. Jekyll die Geschehnisse nicht länger kontrollieren kann, beschließt er, wegzugehen, und löst bei seiner Verlobten Trauer aus. Er verwandelt sich einmal mehr in Mr. Hyde. Da die Vorräte des Elixiers aufgebraucht sind, muss er nun bis zum Ende Mr. Hyde bleiben. Als sich Mr. Hyde in Dr. Jekylls Labor befindet, ruft Dr. Jekylls Butler einen Polizisten zu Hilfe. Als dieser mit einer Axt die Tür zum Labor aufbricht, liegt Mr. Hyde tot auf dem Boden.